# Finn Olav Gundelach
Finn Olav Gundelach (Vejle, 23 april 1925 – Straatsburg, 13 januari 1981) was een Deense politicus. Van 1973 tot aan zijn dood in 1981 bekleedde Gundelach diverse functies binnen de Europese Gemeenschappen. Hij overleed gedurende zijn ambtsperiode als Europees commissaris voor Landbouw.

## Gundelach
Gundelach studeerde Economie aan de Universiteit van Vejle en Aarhus. In 1955 werd hij benoemd tot diplomaat namens Denemarken bij de Verenigde Naties. Vier jaar later werd hij directeur en plaatsvervangend lid van het comité General Agreement on Tariffs and Trade (GATT). Na drie jaar vertrok hij bij het comité. In 1967 werd Gundelach benoemd tot ambassadeur van Denemarken bij de Europese Gemeenschappen. In deze functie speelde hij een belangrijke rol in het toetredingsproces van Denemarken tot de EEG, wat uiteindelijk zou leiden tot het Verdrag tot toetreding. In januari 1973, als gevolg van de toetreding van Denemarken, werd Gundelach benoemd tot de eerste Deense Europees commissaris. In de commissie-Ortoli kreeg hij de portefeuille Interne Markt en Douane-unie en vier jaar later kreeg hij in de commissie-Jenkins de portefeuille Landbouw.
Als Europees commissaris voor Landbouw voerde Gundelach in september 1978 nieuwe wetgeving in die een heffing op te veel geproduceerde melk mogelijk maakte. Per lidstaat moesten productiegrenzen worden vastgesteld. Europese en nationale steunregelingen die productieverhoging in de hand werkten, moesten worden beëindigd.
 Frans Andriessen ·  Richard Burke ·  Claude Cheysson* ·  Giorgios Contogeorgis ·  Poul Dalsager ·  Étienne Davignon ·  Antonio Giolitti ·  Finn Olav Gundelach** ·  Wilhelm Haferkamp ·  Karl-Heinz Narjes ·  Lorenzo Natali ·  Michael O'Kennedy* ·  François-Xavier Ortoli ·  Edgard Pisani ·  Ivor Richard ·  Gaston Thorn ·  Christopher Tugendhat 
  * afgetreden, ** overleden 
 Guido Brunner ·  Richard Burke ·  Claude Cheysson ·  Étienne Davignon ·  Antonio Giolitti ·  Finn Olav Gundelach ·  Wilhelm Haferkamp ·  Roy Jenkins ·  Lorenzo Natali ·  François-Xavier Ortoli ·  Christopher Tugendhat ·  Raymond Vouel ·  Henk Vredeling
 Albert Borschette* ·  Guido Brunner ·  Claude Cheysson ·  Ralf Dahrendorf* ·  Jean-François Deniau* ·  Cesidio Guazzaroni ·  Finn Olav Gundelach ·  Wilhelm Haferkamp ·  Patrick Hillery ·  Pierre Lardinois ·  François-Xavier Ortoli ·  Carlo Scarascia-Mugnozza ·  Henri Simonet ·  Christopher Soames ·  Altiero Spinelli* ·  George Thomson ·  Raymond Vouel 
  * afgetreden 
Altiero Spinelli (1970-73) · Finn Olav Gundelach (1973-77) · Étienne Davignon (1977-81) · Karl-Heinz Narjes (1981-85) · 
 Francis Arthur Cockfield (1985-89) · Christiane Scrivener (1989-95) · Mario Monti (1995-99) · László Kovács (2004-10) · Algirdas Šemeta (2010-14) · Pierre Moscovici (2014-)
Piero Malvestiti (1958-59) · Giuseppe Caron (1959-63) · Guido Colonna di Paliano (1964-67) · Hans von der Gröben (1967-70) · Wilhelm Haferkamp (1970-73) · 
 Finn Olav Gundelach (1973-77) · Étienne Davignon (1977-81) · Karl-Heinz Narjes (1981-85) · Francis Arthur Cockfield (1985-89) · Martin Bangemann (1989-93) ·
 Raniero Vanni d'Archirafi (1993-95) · Mario Monti (1995-99) · Frits Bolkestein (1999-2004) · Charlie McCreevy (2004-10) · Michel Barnier (2010-14) · Elżbieta Bieńkowska (2014-)
- Gemeinsame Normdatei: 108820831
- Parlement.com: vi2glocxlvzy
- Système universitaire de documentation: 243247524
- Virtual International Authority File: 5483320
- WorldCat: E39PBJkHmmcQ6rt7Kc66pfycfq